# 叙利亚南部战役 (2018年)
2018年叙利亚南部战役，叙政府军代号为玄武岩行动（阿拉伯語：عملية البازلت）是叙利亚政府军（SAA）及其盟友针对叙利亚南部地区反对派和伊斯兰国武装发起的军事行动。战役始于政府军对德拉省东部反对派控制区的突袭，目标是在反对派武装发起全面反击前率先攻破其防线并瓦解其士气。

## 背景

叙利亚南部地区战前形势

德拉常被称作是“叙利亚革命的摇篮”。2011年，当地的几名青年因在墙上留下号召推翻政府的涂鸦，遭到当局的逮捕、酷刑与谋杀。这起事件引发了全国性的反阿萨德示威，成为后来叙利亚内战爆发的导火索之一。因此，有分析人士认为，叙政府军收复德拉，不仅能够巩固其在南部地区的统治，更将成为其战胜反对派的重要标志。据联合国（UN）统计，在战役开始前，还有将近75万平民居住在这里。
2017年5月，俄罗斯、土耳其和伊朗曾达成协议，于叙利亚境内设立数个冲突降级区。但实际上，本次行动便将在其中一个降级区内展开。同年6月，美国、俄罗斯和约旦也曾宣布在德拉、苏韦达及库奈特拉三省达成停火协议。另据报道，美国当局还曾做出保证，将对任何违反协议的行为进行强烈回应。然而，美军后来始终没有采取行动，阻止叙政府军的进攻。
为了缓解以色列方面的担忧，防止其潜在的干预，俄罗斯同以色列在战役开始前达成协议，确保任何伊朗支持的武装都不会出现在此次行动中。同时，美国政府也提醒反对派，不要指望任何来自美军的支援。

### 包围并收复德拉城

2018年7月9日的德拉城周边局势

### 肃清伊斯兰国包围圈

叙利亚南部战役局势变化图（2018年6月20日—8月1日）
叙政府军控制区
反对派武装控制区
沙姆解放组织控制区
伊斯兰国控制区
与政府军达成和解的反对派控制区

## 各方反应
国际组织
- 联合国 – OCHA表示，联合国“对德拉暴力冲突升级的相关报道感到关切……这正在危及平民安全，造成许多家庭流离失所。”[65]联合国叙利亚问题特使斯塔凡·德米斯图拉警告称，叙利亚军队和伊朗民兵的进攻将造成人道主义灾难，使750,000多人的生命处于危险之中，他同时表示已经有超过45'000人流离失所。[66]安东尼奥·古特雷斯发表声明说：“呼吁立即停止目前的军事升级，并敦促所有相关方尊重其国际义务，包括保护平民和保障民用基础设施。”
- 欧洲联盟 – 欧洲联盟谴责违反阿斯塔纳协定中在德拉建立停火区的行为，并呼吁叙利亚政府及其盟国停止在德拉的敌对行动，以避免人道主义危机。[67]7月4日，欧盟发言人玛嘉·柯契姜琪克（Maja Kocijancic）在一份书面声明中说：“此类袭击明显违反了国际法和国际人道主义法，也危及到在联合国调解下恢复日内瓦和谈的任何进展。”她还说：“暴力事件的重新爆发也可能对邻国的安全产生严重影响，可能导致产生新的国内流离失所者和难民潮。” [68]

国家
- 美国 – 美国常驻联合国代表妮基·黑莉就最近的冲突表示：“叙利亚政权违反叙利亚西南部停火的行为必须停止，”她同时说，“俄罗斯终将为叙利亚事态的进一步升级负责。” [69]战役开始后，在一封给叛军领导人的信中写道：“我们完全明白你必须根据你和你的家属与派系的利益来做出决定，但切不可把这些决定建立在我们将会进行军事干涉的期望和假设上。” [70]信中还说：“我们，美利坚合众国政府，理解你们现在面临的困难，我们仍在奉劝俄罗斯和叙利亚政权不要在叙利亚西南地区采取任何违反降级协定的军事行动。”[71]6月26日，美国国务院就暴力事件增加和违反降级协定一事发表声明：“我们对叙利亚西南部的事态发展，特别是俄罗斯加强空袭和亲叙利亚政权的地面进攻感到关切。这又是一个俄罗斯不顾平民生命安危违背先前订立协议的例子。”[72]
- 沙烏地阿拉伯 – 沙特阿拉伯常驻联合国代表法赫德·穆塔里（Fahd Al-Mutairi）谈及此次攻势：“尽管有紧急呼吁和联合国决议要求开放人道主义走廊并向有需要和受影响的人们提供援助，叙利亚政权及其盟友仍在继续军事行动，围困和驱逐无辜的平民，完全违反了这些决议。”
- 梵蒂冈 – 教宗方济各谴责叙利亚军队在德拉的进攻，他说：“最近几天的军事行动甚至袭击了学校和医院，并引发了数千名新难民的产生。”[73]
- 土耳其 – 土耳其外长梅夫吕特·恰武什奥卢表示，美国、俄罗斯和伊朗对叙利亚政府违反承诺的行为负有责任。土耳其外交部发言人就当前局势表示：“我们强烈谴责叙利亚政权对无辜平民的非人道攻击。”他还说：“这些攻击阻碍了阿斯塔纳和联合国支持下的日内瓦和谈为减少当地暴力事件并寻找危机的政治解决方案所作出的努力。”[74]有土耳其官员表示，他们不负责维护在德拉达成的协议，但如果包括伊朗民兵和俄罗斯部队在内的亲政府武装进攻伊德利卜省，土耳其军方将维护降级协议，并对侵犯行为进行报复。[75]针对在德拉战役后将对伊德利卜省计划发动进攻的报道，土耳其总统雷杰普·塔伊普·埃尔多安告诉俄罗斯总统弗拉基米尔·普京，这可能会使阿斯塔纳协议被彻底摧毁。埃尔多安还对在德拉以平民为攻击目标的问题发表了评论。[76]
- 以色列 – 一名以色列国防官员表示，以色列军方将攻击任何进入联合国戈兰高地停火区的叙利亚部队。这位官员还谈到与俄罗斯政府的一项协议：“该协议将成为阿萨德政权重返以色列北部边界后应对当地未来安全状况的基础。”[77]以色列总理本雅明·内塔尼亚胡在启程会见俄罗斯官员前表示：“以色列对阿萨德没意见，但停火协议必须得到维护。”[78]
- 伊朗 – 一位名叫侯赛因·萨拉米（Hossein Salami）的伊斯兰革命卫队指挥官在一次讲话中表示，将组建一支“伊斯兰军”以终结以色列并进占戈兰高地。[79]

国内
- 沙姆解放组织 – 该组织发表声明，谴责那些与俄罗斯达成协议并交出该地争议控制区的叙利亚自由军团体。该组织同时还呼吁叙利亚南部所有反对派团体团结起来，以联合力量对抗叙利亚政府及其盟友，并声称他们（沙姆解放组织及其盟友）终将取得胜利。[24][80]
- 叙利亚反对派 – 许多反对派武装组织谴责了这次进攻，并要求国际社会采取更多行动加以制止。反对派谈判代表纳赛尔·哈里里谴责美国缺乏行动与干预，并声称他们缺乏行动的唯一解释便是他所谓的早有预谋的交易。为了回应圣行青年军（Youth of Sunna Forces）向叙利亚政府投降的行为，两名叙利亚自由军将领在与俄罗斯官员的谈判中谴责了这场谈判并视其为叛国，声称他们正在撤出谈判。[81][82]
- 罗贾瓦 – 在叙利亚南部战役和对一场计划在伊德利卜省发起的军事行动展开谈判之后，叙利亚民主力量的官员表示，他们愿意同俄国、伊朗和叙利亚政府方面合作，对抗伊德利卜省的反对派和土耳其军队。他们还表示，他们愿意同上述国家和政府一道收付阿夫林地区。[83][84]

其他参与组织
- 真主党 – 真主党总书记哈桑·纳斯鲁拉赞赏此次战役，称其为“巨大胜利”。[85]在回应对该组织的压力，尤其是俄国外长拉夫罗夫要求其从叙利亚撤军时，纳斯鲁拉表示，只有叙利亚政府军才有权要求他们撤退，“我要告诉你，就算全世界一齐逼迫我们离开叙利亚，他们也赶不走我们”。[86]
- 伊斯兰国 – 由于叙利亚政府拒绝将伊斯兰国武装人员流放到东部沙漠，伊斯兰国对苏韦达（Al-Suwayda）发动大规模袭击，抓获多名德鲁兹派女性并威胁称，只要叙利亚政府军不停止攻击德拉，就会杀害这些女性。[87]

## 后续事件
截至2018年8月中旬，俄罗斯在戈兰高地缓冲区的布拉沃线（Bravo line）沿线设立了四个军事警察哨所，另有两个在计划当中。